# Marianne Haganová
Marianne Haganová, nepřechýleně Hagan (* 1966), je americká herečka.

## Život
Marianne Haganová se narodila v New Yorku. V 15 letech vyhrála cenu pro studenty univerzit ve Westchesteru a Rockland County. Absolvovala Duke Univerzity — zasloužila se o vyznamenání, ale kvůli zájmu o divadlo na dva roky studium ukončila. Je také autorkou knihy Victoria Hagan: Interior Portraits.

## Filmografie
- Stake Land (2010)
- BreadCrumbs (2009)
- Dead Calling (2006)
- Kletba (2003)
- Dinner and a Movie (2001)
- Parfém (2001)
- I Think I Do (1997)
- The Gail O'Grady Project (1996)
- Halloween - Prokletí Michaela Myerse (1995)
- I Love a Man in Uniform (1993)
- Strážce moře (TV seriál) (1993)